# Dancing at Budokan!!
《Dancing at Budokan!! (댄싱 앳 부도칸)》는 슈퍼플라이의 2번째 DVD 작품. 2010년 4월 28일에 발매되었다. 전작에서 거의 1년만의 릴리스가된다. DVD 2매조와 CD 2매조의 첫회 완전 생산 한정반, DVD 2매조의 통상반, Blu-ray의 통상반, 3형태로 발매.

## 수록곡

### DISC 1
2009년 12월 14일 열린 무도관 라이브 "Superfly 2009 Dancing at Budokan!!"의 영상을수록.
|    | 곡명                       |
| -- | -------------------------- |
| 1  | Hi-Five                    |
| 2  | 연애하는 눈동자는 아름다워 |
| 3  | Hanky Panky                |
| 4  | 헬로 헬로                  |
| 5  | 상냥한 마음으로            |
| 6  | 고독의 하이에나            |
| 7  | My Best Of My Life         |
| 8  | 린                         |
| 9  | Last Love Song             |
| 10 | 사랑을 담아 꽃다발을       |
| 11 | How Do I Survive?          |
| 12 | 탄생                       |
| 13 | See You                    |
| 14 | Alright!!                  |
| 15 | 거짓말과 로맨스            |
| 16 | Ain't No Crybaby           |
| 17 | Dancing On The Fire        |
| 18 | 매니페스토                 |
| 19 | Piece Of My Heart          |
| 20 | I Remember                 |

### DISC 2
- "Woodstock 40th Anniversary Festival" 출연시의 영상
  1. Down On Me
  2. Piece Of My Heart
- 앨범 "Box Emotions"의 전곡 인터뷰
- 롯폰기 힐즈 아레나에서 프리 라이브 영상
  1. Alright!!
  2. How Do I Survive?
  3. 상냥한 마음으로
  4. 사랑을 담아 꽃다발을
  5. 연애하는 눈동자는 아름다워
  6. My Best Of My Life

### CD
무도관에서 라이브 음원을수록.